# مهدی زمین‌پرداز
مهدی زمین پرداز (زادهٔ ۲۳ شهریور ۱۳۶۰) بازیگر سینما، تلویزیون و تئاتر ایران است.
شروع به کار وی در مستند آخرین روزهای زمستان بود و همکاری وی با محمدحسین مهدویان ادامه داشت. وی در فیلم ماجرای نیمروز نقش مسعود را ایفا و سپس در لاتاری (فیلم ۱۳۹۶) در نقش سامی ایفای نقش کرد. زمین پرداز برای نخستین بار در فیلم سینمایی «دیدن این فیلم جرم است!» در نقش اول یک فیلم سینمایی جلوی دوربین رفت.

## فیلم‌شناسی

### بازیگر
- استخوان‌سوز[۱] (۱۴۰۳)
- زخم کاری:مجازات (۱۴۰۳)
- شور عاشقی (۱۴۰۲)
- عملیات رعد(۱۴۰۱)
- حیثیت گمشده(۱۴۰۲)
- علفزار (۱۴۰۰)[۲]
- فیلم روزگاری ایران (۱۴۰۰)
- فیلم تلویزیونی روحینا (۱۴۰۰)

- بیرو (۱۴۰۰)
- مرد بازنده (۱۴۰۰)
- رعد و برق (۱۴۰۰)
- زخم کاری (١۴٠٠)
- تروا (۱۳۹۹)
- فیلم کوتاه خزنده (۱۳۹۹)
- گیله وا (۱۳۹۸)
- دیدن این فیلم جرم است! (۱۳۹۷)
- ماجرای نیمروز:ردخون (۱۳۹۷)
- لاتاری (۱۳۹۶)
- ماجرای نیمروز (۱۳۹۵)
- فیلم کوتاه مونالیزا (۱۳۹۵)
- آخرین روزهای زمستان (۱۳۹۱)
- کیفر (۱۳۸۸)

### بازیگردان
- ایستاده در غبار (۱۳۹۴) بازیگردان و انتخاب بازیگر
- انجماد عقربه (۱۳۹۵)
- فیلم کوتاه مونالیزا (۱۳۹۵)

### دستیار کارگردان
- خاک‌های نرم فکه (۱۳۹۵)

## تئاتر
- خورشید گمنام (احمد ایرانی‌خواه) تهران، حوزه هنری، سالن مهر(۱۳۸۲)
- انگشتری ژنرال ماسیاس (مهدی پاشایی) تهران، تئاترشهر، تالار خورشید(۱۳۸۳)
- طاووس (دکتر محمد نجاری) تهران، تالار مولوی، خانه تئاتر، اداره تئاتر (۱۳۸۵)
- غروب روز نهم (محسن سراجی) تهران، تئاترشهر، تالار اصلی(۱۳۸۵)
- نبرد رستم و کک داوود فتحعلی‌بیگی تهران، تئاترشهر، کافه تریا(۱۳۸۶)
- طوطی پر" (زهرا صبری) تهران، فرهنگسرای هنر (۱۳۸۶)
- آفتاب لب بوم (محمود اکبرشاهی) تهران، اداره تئاتر(۱۳۸۶)
- خواستگاری" (اسماعیل شفیعی) تهران، تئاترشهر، تالار سایه(۱۳۸۷) در روسیه(۱۳۸۷)
- باغ شکرپاره قطب‌الدین صادقی تهران، تئاترشهر، تالار اصلی(۱۳۸۸)
- سه روز ابدی (رهام مخدومی) تهران، خانه نمایش(۱۳۸۸)
- بلوط‌های تلخ (شهرام کرمی) تهران، تالار مولوی(۱۳۸۸)
- معرکه اهل طرب (رهام مخدومی) تهران، تماشاخانه سنگلج(۱۳۸۹)
- مردهای مردم (مهدی حبیبی‌تبار) تهران، حوزه هنری، سالن مهر(۱۳۸۹)
- اینجا چراغی روشن بود" (سید علی موسویان) تهران، تالار سنگلج(۱۳۹۰)
- هفت طبقه (حسن محمدی) تهران، حوزه هنری، سالن مهر(۱۳۹۰)
- آوای بازگشتگان ( کامبیز اسدی) تهران، فرهنگسرای انقلاب اسلامی (۱۳۹۰)
- مرگ تصادفی یک آنارشیست (مصطفی عبداللهی) تهران، تئاتر شهر، سالن سایه (۱۳۹۲)
- در اعماق (مصطفی عبداللهی) تهران، تئاتر شهر، سالن اصلی (۱۳۹۴)